# Max Berg

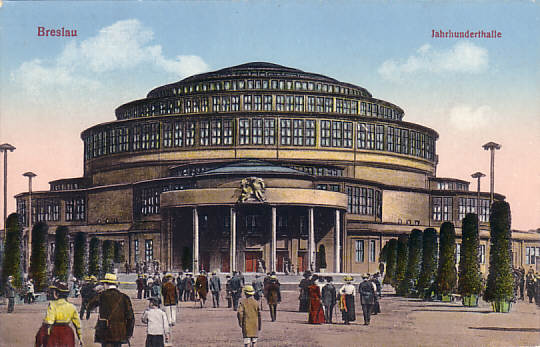
Jahrhunderthalle en Wrocław, edificio que destaca por su forma circular con varios cuerpos concéntricos que se elevan de forma escalonada.

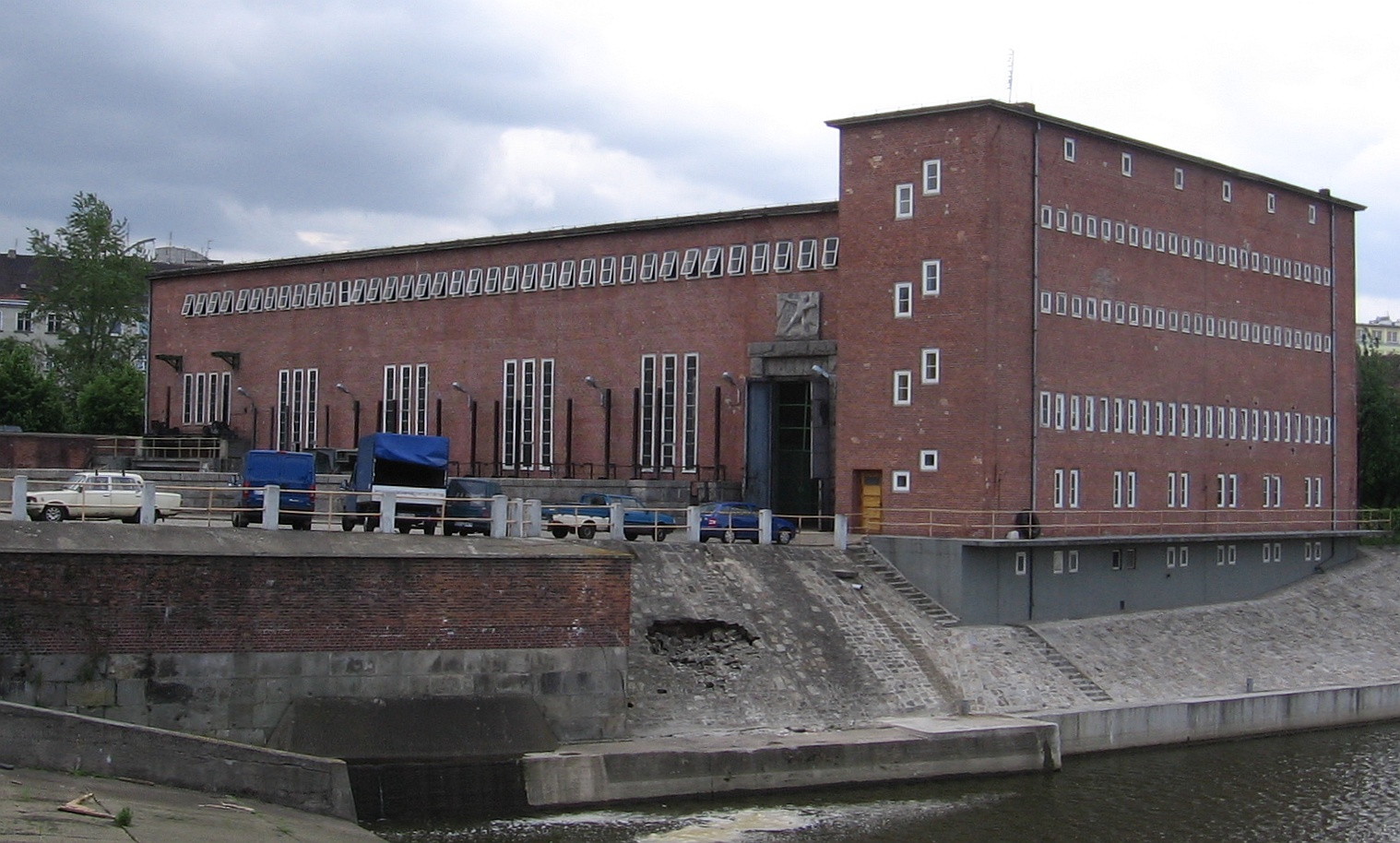
Central hidroeléctrica del sur en Wrocław.

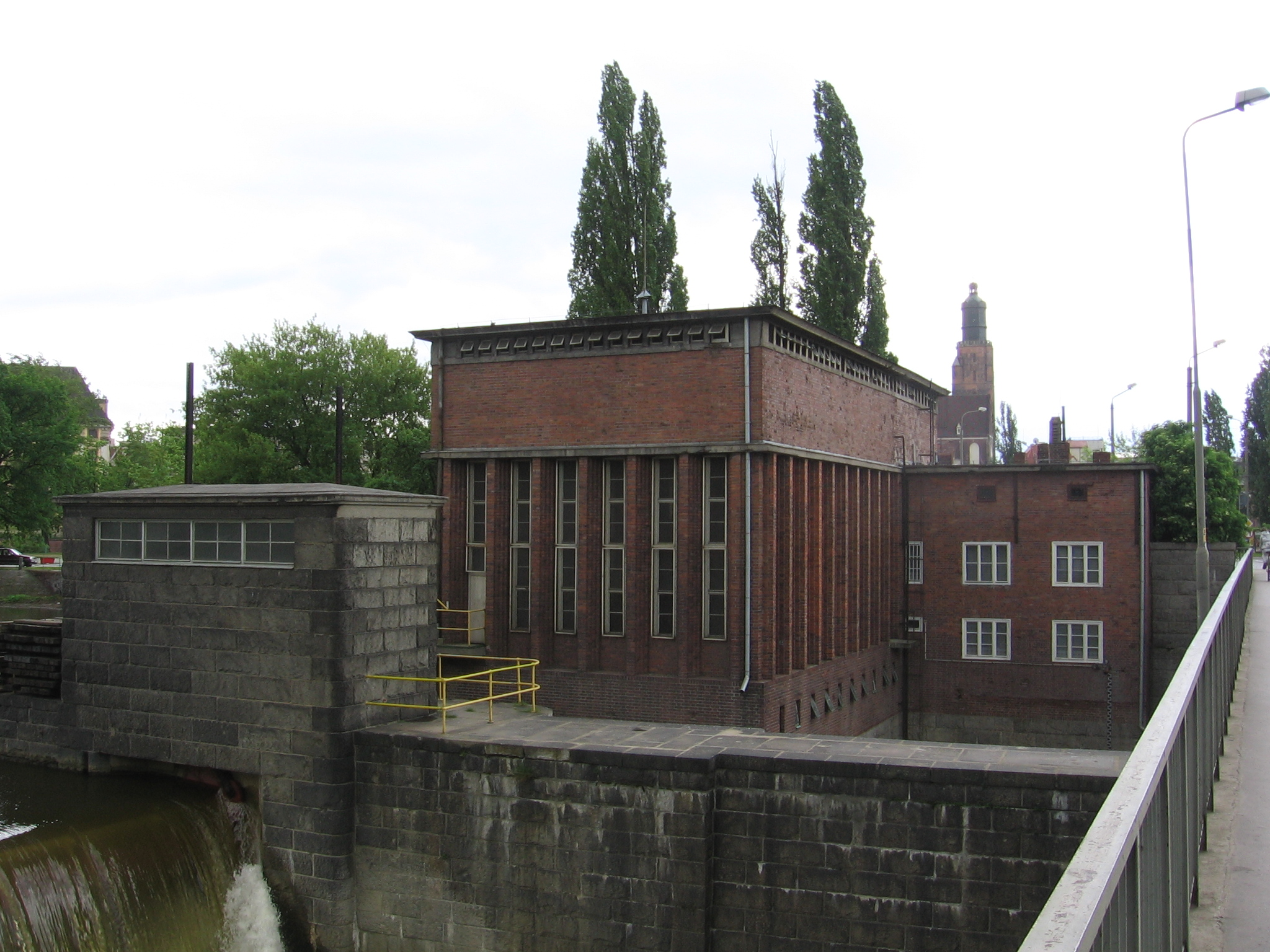
Central hidroeléctrica del norte en Wrocław.

Max Paul Eduard Berg (Stettin, Imperio alemán, 17 de abril de 1870 - Baden-Baden, 22 de enero de 1947) fue un arquitecto y planificador urbano alemán. 
Estudió en la Technische Hochschule, Charlottenburg, Berlín, donde el profesor Carl Schäfer le transmitiría el gusto por la arquitectura gótica.
En 1909 lo designaron funcionario mayor de construcciones en Breslau, por entonces la segunda ciudad más importante del Imperio alemán (actualmente la ciudad de Breslavia, en Polonia). Su contribución más notable a la arquitectura fue el Centro del Centenario de Breslavia (Jahrhunderthalle en alemán y Hala Ludowa en polaco) construido entre 1911 y 1913, como parte de una serie de trabajos con motivo de la celebración del centenario de la Guerra de Liberación de 1813. En su época fue la sala más grande del mundo.
En 1925 se trasladó a Berlín y más tarde a Baden-Baden, donde falleció.